# トルクメニスタンサッカー連盟
トルクメニスタンサッカー連盟 (トルクメニスタンサッカーれんめい、英語: Football Federation of Turkmenistan, トルクメン語: Türkmenistanyň Futbol Federasiýasy, 略称: TFF) はトルクメニスタンのサッカーを統括するサッカー連盟である。トルクメニスタンサッカー協会と表記されることもある。トルクメニスタンサッカー連盟はサッカートルクメニスタン代表をはじめとするナショナルチームを組織する他、国内のサッカー大会を主催している。

## 歴史
トルクメニスタンサッカー連盟は独立後の1992年に設立された。1994年に国際サッカー連盟 (FIFA) の正式な加盟国となり、FIFAのメンバーとしてあらゆる国際大会に参加可能となった。サッカートルクメニスタン代表は協会設立直後の1992年に設立され、FIFAによる承認を経て国際Aマッチとして試合を行うことができるようになるまで、同時期にFIFA加盟を申請していた中央アジアの国々 (カザフスタン、ウズベキスタン、タジキスタン、キルギス) とともに中央アジアサッカートーナメントを開催していた。アジアサッカー連盟には他の中央アジアの国々とともに1994年に加盟した。
2003年3月、特別会議が開催され、トルクメニスタンサッカー連盟は一旦その名称をトルクメニスタンサッカー協会へと変更した。無記名投票の結果、トルクメニスタンサッカー協会初代会長はアッラベルドゥイ・マメトクリエフとなった。
2004年9月22日、FIFAゴールプロジェクトの一環としてトルクメニスタンの首都アシガバートに協会本部を作る支援プロジェクトが開始され、アシガバート南部にトルクメニスタンサッカー協会本部が設立された。2007年3月、FIFA会長のジョセフ・ブラッターとAFC会長のモハメド・ビン・ハマムがトルクメニスタンの本部を訪問した。
2008年5月、トルクメニスタンサッカー連盟会長に当時アシガバート市長であったデリャゲルディ・オラゾフが立候補した。対立候補となる立候補者が出なかったため、無投票でオラゾフが第二代会長に就任した。
2012年5月、トルクメニスタンサッカー連盟会長に当時副首相を務めていたサパルドゥルドゥイ・トイルィエフが立候補し、満場一致で会長に選出された。会合では連盟のロゴを一新することが承認された。

## 歴代会長
- アッラベルディ・マメトクリエフ (2003年3月 - 2008年5月)
- デリャゲルディ・オラゾフ[5] (2008年5月 - 2012年5月)
- サパルドゥルドゥイ・トイルィエフ[7] (2012年5月 - )

## 主催大会
- トルクメニスタン・リーグ
- トルクメニスタン・カップ